# Valdemar Irminger
Valdemar Heinrich Nicolas Irminger (Copenaghen, 29 dicembre 1850 – Frederiksberg, 10 febbraio 1938) è stato un pittore danese.

## Biografia
Valdemar Irminger nacque a Copenaghen, figlio di Johan Heinrich Georg Irminger, ufficiale dell'esercito. Dal 1867 al 1873 fece parte dell’"Accademia Reale danese di Belle Arti" (oggi Accademia delle belle arti di Copenaghen). Grazie ad una borsa di studio, nel 1884 si recò in Italia e vi rimase sino al 1887.
All'inizio della sua attività aderì al movimento realista, ma dal 1890 in poi si accostò sempre più alla pittura romantica. I suoi quadri comprendono ritratti, soggetti religiosi, animali, soldati e bambini. Dal 1906 Irminger insegnò nella sezione femminile della Scuola dell'Accademia, e venne nominato professore nel 1908, mantenendo l'incarico sino al 1920.
Nel 1888, vinse la Medaglia dell'Accademia per il quadro Motiv fra Børnehospitalet ved Refsnæs. Anche l'anno seguente gli fu assegnata la stessa medaglia per l'opera Fra et Børnehospital. I suoi dipinti di Refsnæs, eseguiti en plein air e connotati da brillanti colori, sono considerati tra i suoi lavori migliori, nei quali l'artista rivela la sua sensibilità, in particolare nel ritrarre i bambini.
Nel 1908, a 58 anni, Irminger sposò la pittrice e scultrice Ingeborg Plockross (1872-1962) di 22 anni più giovane.
Sin dal 1875, Irminger espose regolarmente al "Charlottenborg Palace". Dal 1905 al 1908, fece parte del "Charlottenborg Exhibition Committee" e, dal 1911 al 1917, del Procurement Committee.
Nel 1889 gli fu assegnata la "Medaglia di Eckersberg. Nel 1915 fu decorato con l'"Ordine del Dannebrog". Infine, nel 1925, ricevette la Croce d'Onore del Dannebrog.
Valdemar Irminger morì a Frederiksberg nel 1938, all'età di 87 anni.

## Galleria d'immagini

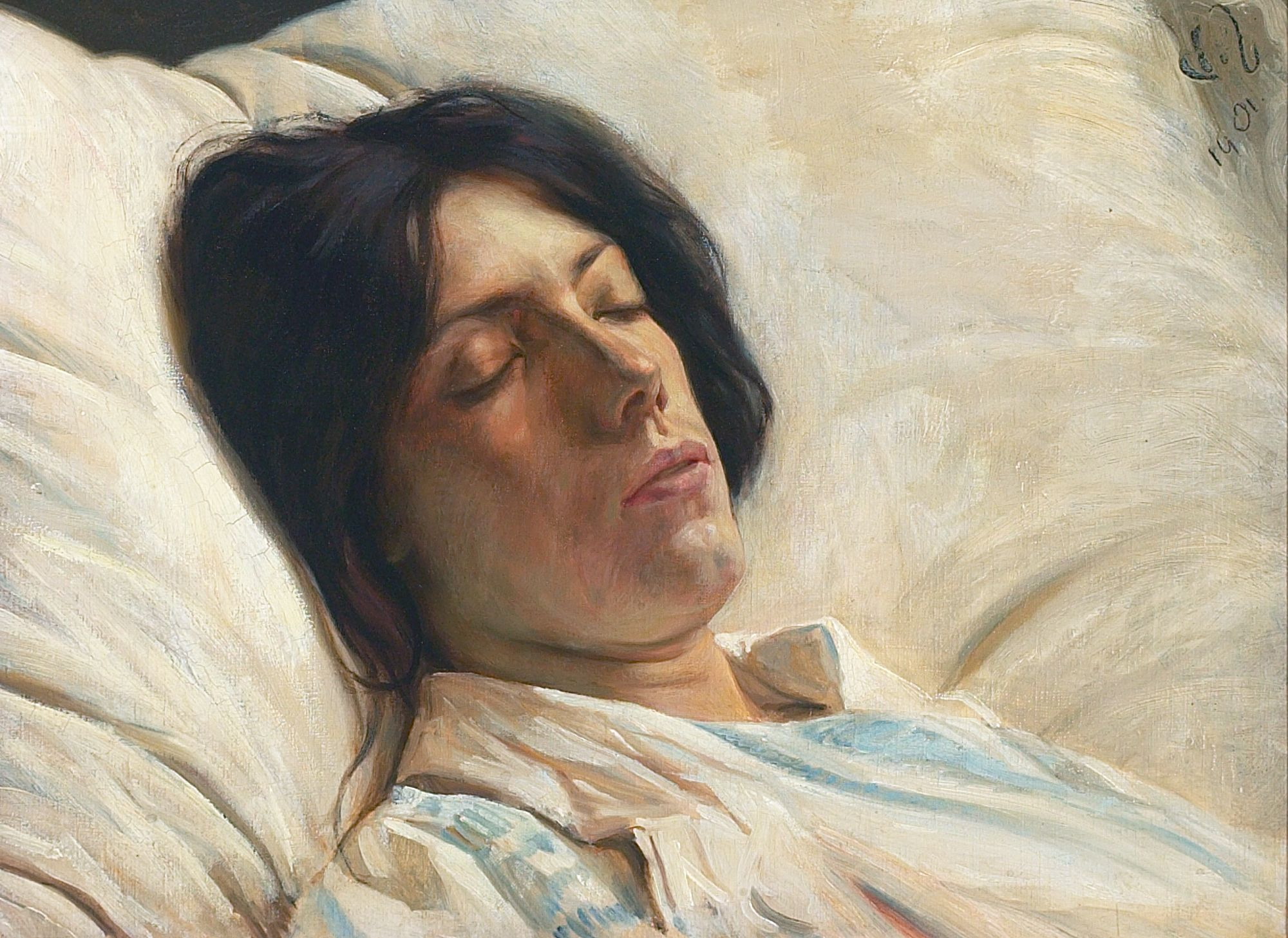
Donna italiana dormiente
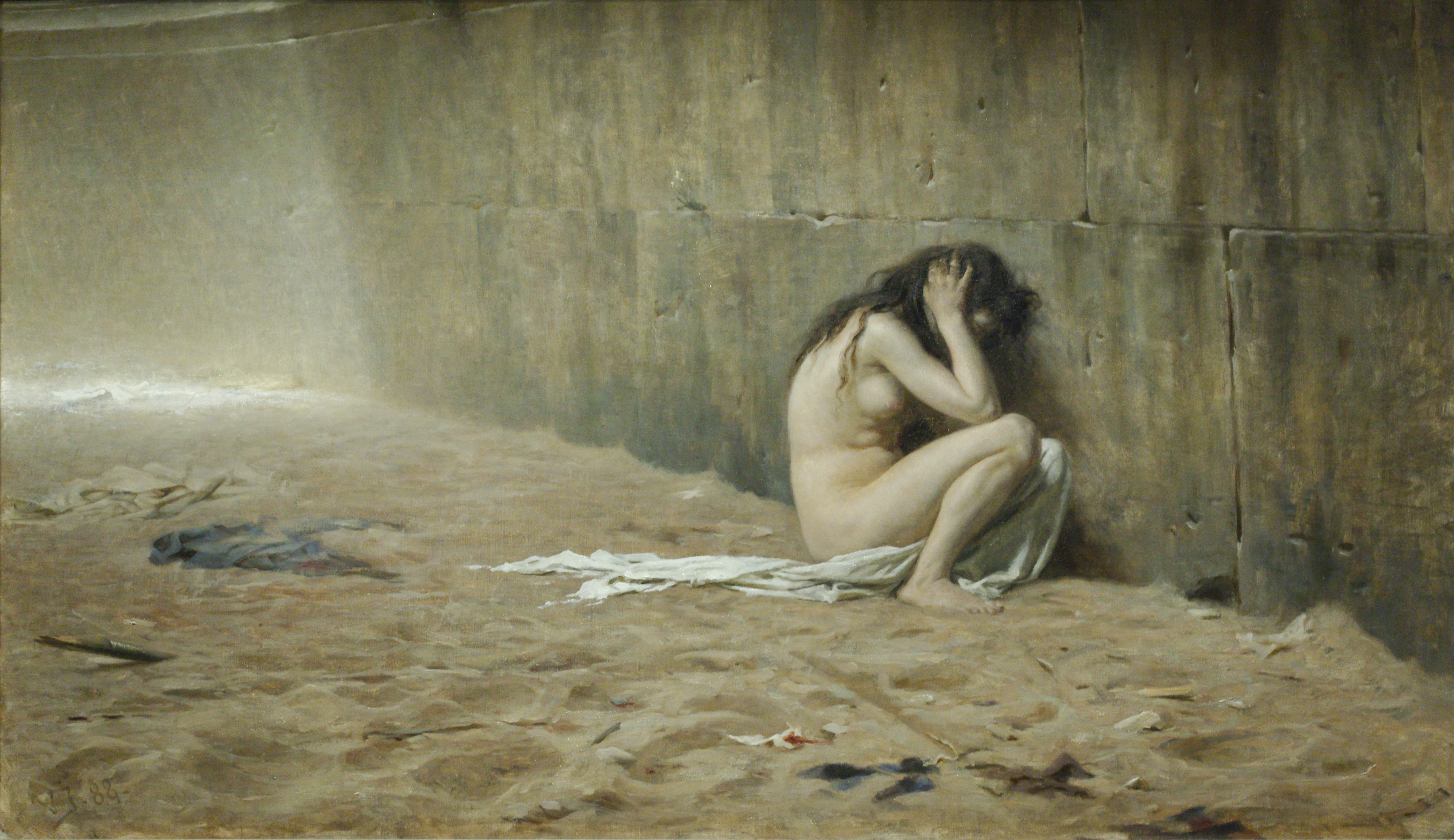
Dall'antico Colosseo
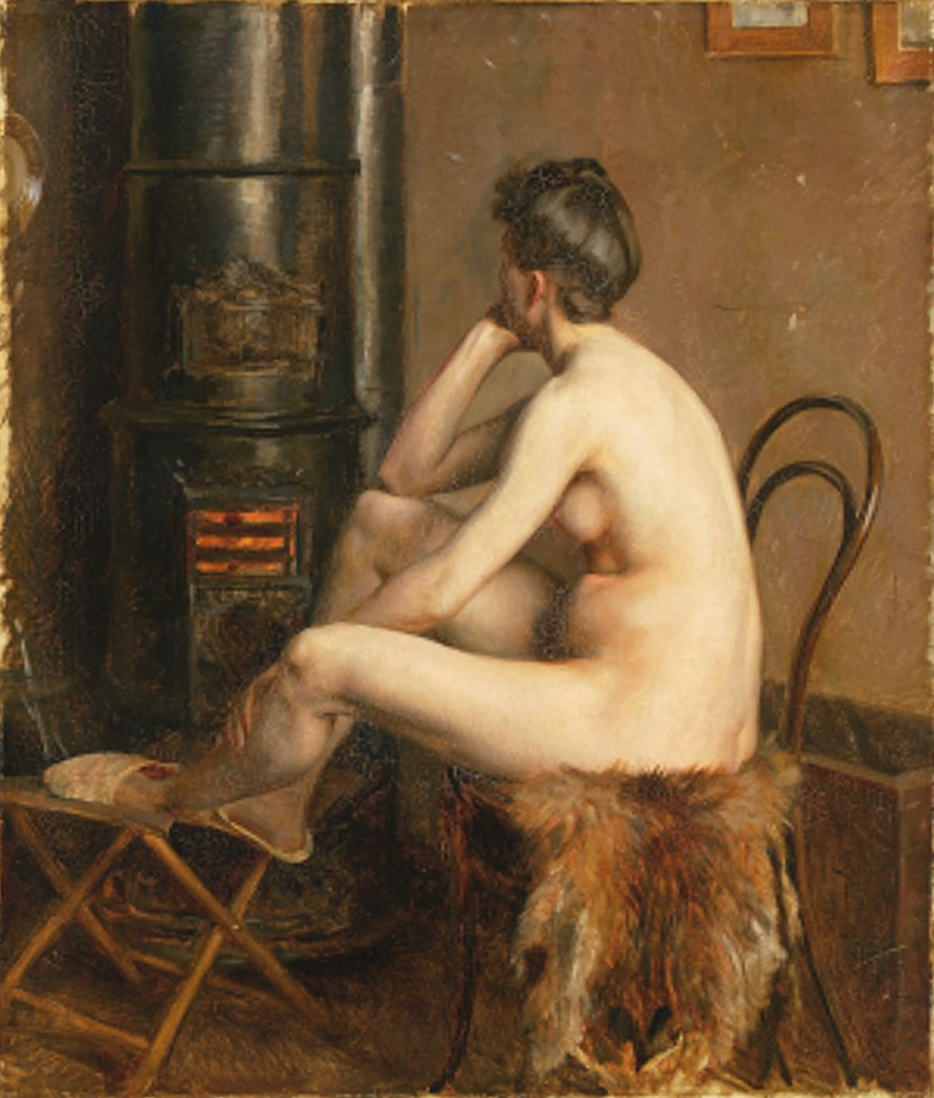
La modella cerca di scaldarsi
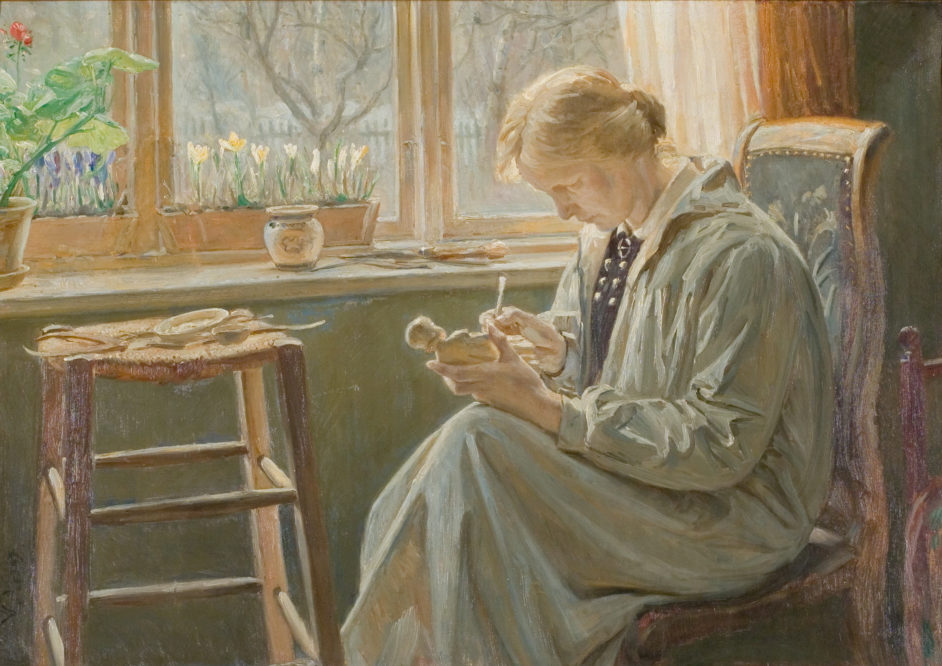
La moglie dell'artista al lavoro
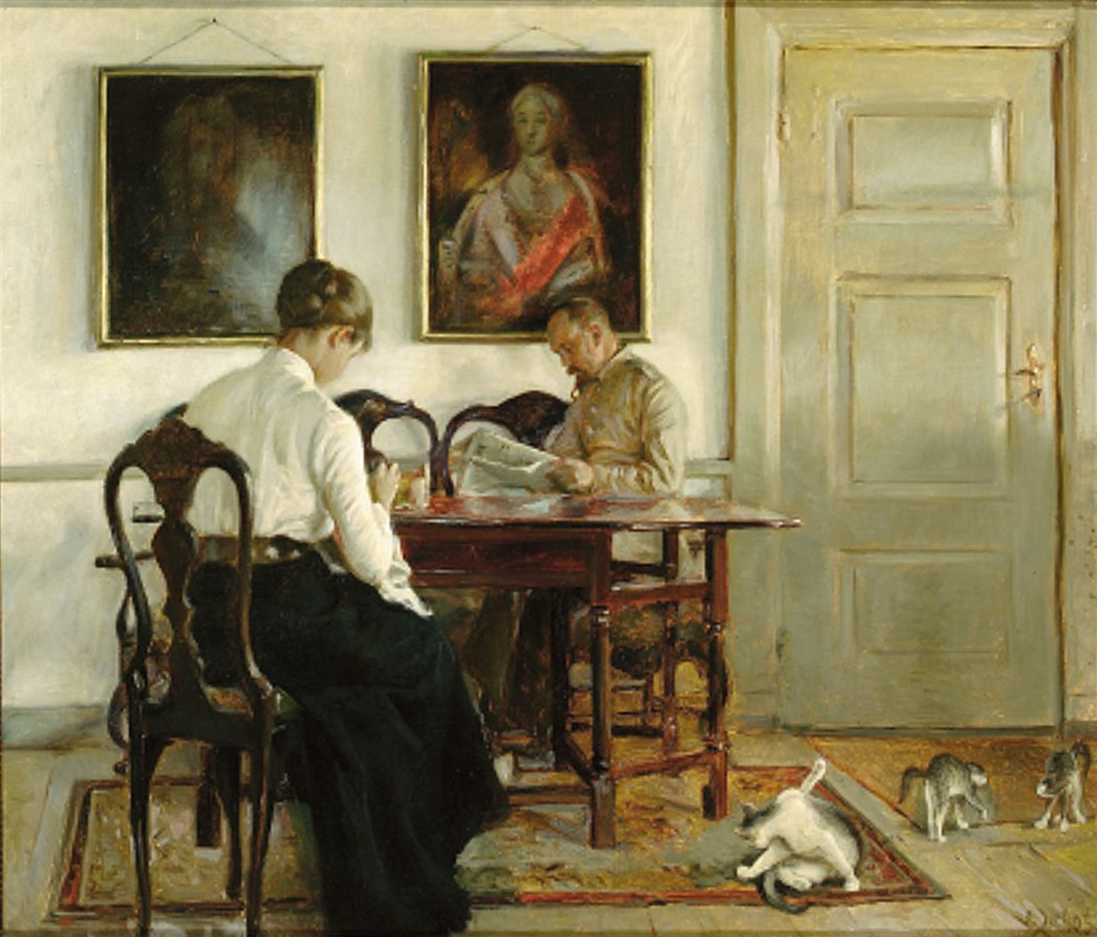
Interno con Helga e Hans
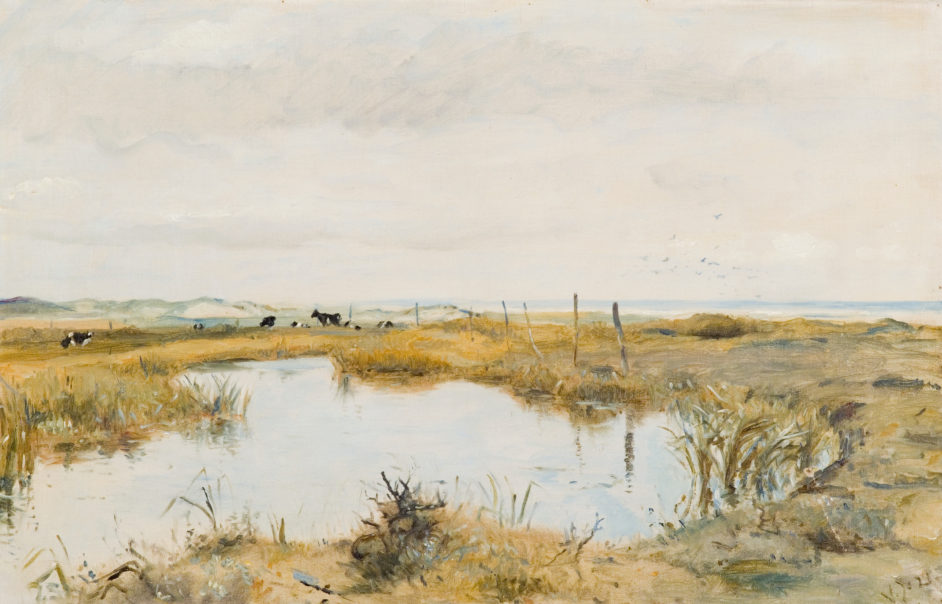
Paesaggio con stagno